# 판팁
판팁은 1997년에 개설된 태국의 인터넷 웹사이트다.